# Зинов'я Гора
Зинов'я Гора (рос. Зиновья Гора) — присілок Бокситогорського району Ленінградської області Росії. Входить до складу Великодвірського сільського поселення.
Населення — 49 осіб (2012 рік). 